# Szerecsendió-hikori
A szerecsendió-hikori (Carya myristiciformis) a bükkfavirágúak (Fagales) rendjébe sorolt diófafélék (Juglandaceae) családjában a hikoridió (Carya) nemzetségben a valódi hikorik (Carya fajcsoport) egyik faja. Amerikai köznapi neve „nutmeg hickory”, emellett mint „keserű vízi hikoridió” (bitter water hickory) néven is ismert.

## Származása, elterjedése
Az atlantikus–észak-amerikai flóraterület déli részén és néhány kisebb folton Észak-Mexikóban, főleg Monterrey környékén endemikus. Állománya stabil; további védelmet nem igényel.

## Megjelenése, felépítése
Az egyik legkönnyebben felismerhető hikoridió. Fiatal hajtásai tavasszal ezüstösek, és egyfajta fémes csillogást az egész szezonban megőriznek. Mintegy fél centiméteres, telt csúcsrügyei gyakran aranyszínűek. A ragyogást okozó pikkelyek a levél fonákán is megtalálhatók, a szezon folyamán ezüstről bronzra vagy aranyra váltva. A levél felső felülete ezüstös zöld. Mindezek együttes hatásaként ez a leglátványosabb hikorifaj.
Jellemzően egytörzsű, középmagas fa. A kifejlett példány törzsének átmérője mintegy 60 cm. Kérge lemezekben válik le.
Szárnyasan összetett levele 5–11 levélkéből áll. A levélkék fonáka pikkelyes.
Ezüstösen csíkos vörösbarna gyümölcse a szerecsendióra (Myristica fragans) hasonlítóan gömbölyded. Kopáncsa 2 mm vékony, a varratok az alaptól a csúcsig érnek. Héja nagyon vastag.

## Életmódja, termőhelye
A nyirkos, tápanyagdús talajokat szereti. Vegyes tölgyerdők elegyfája.

## Felhasználása
Vastag héja miatt a régi indiánok is csak néha ették meg.
A faanyagnak termelt fák éves törzsátmérője a pekándióénál csak mintegy negyedével lassabban gyarapszik. Viszont a szerecsendió-hikori alanyra oltott pekándió kétszer olyan gyorsan vastagszik, mint a saját gyökerén növő.

## Képek

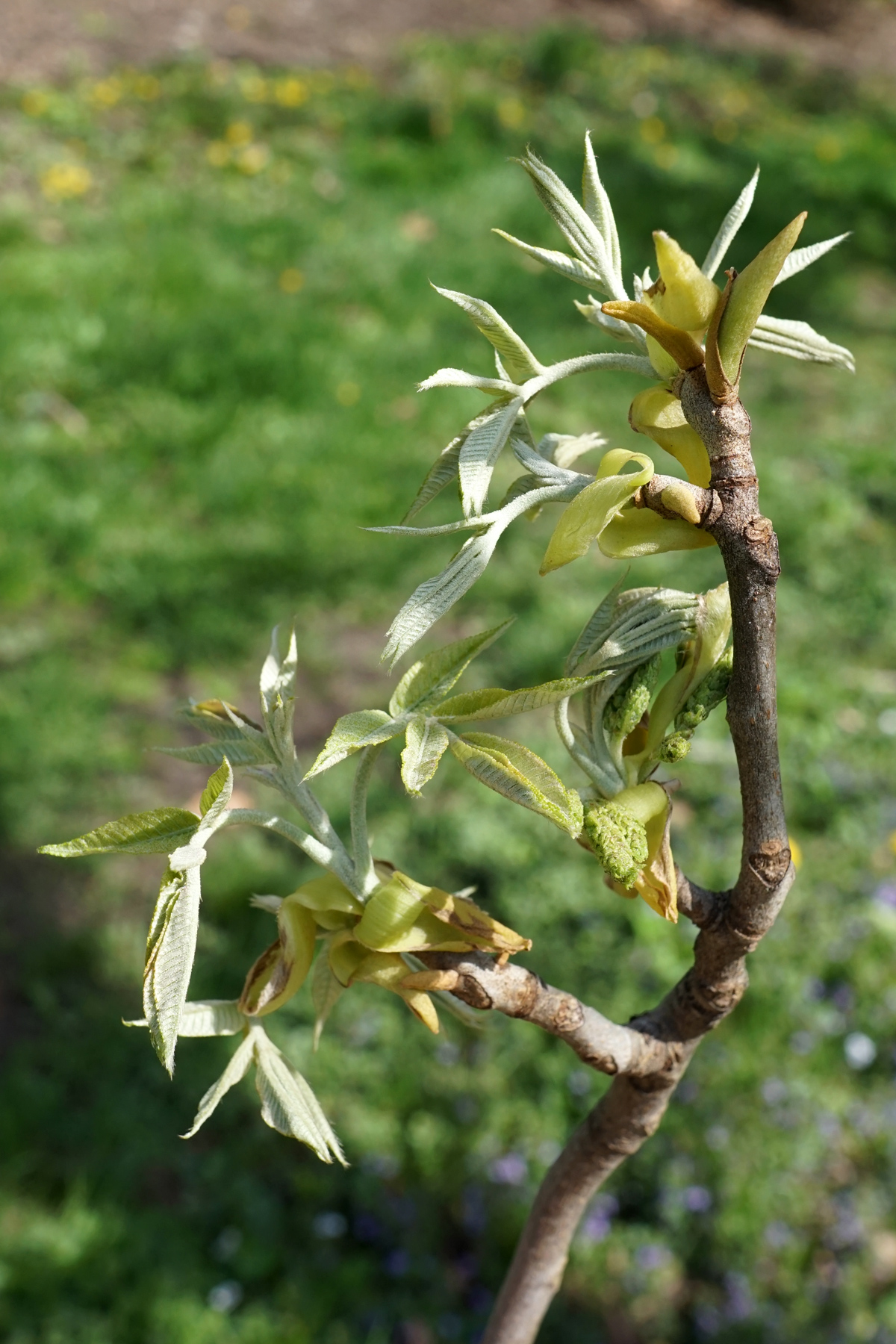
Frissen kibomlott levélrügyei
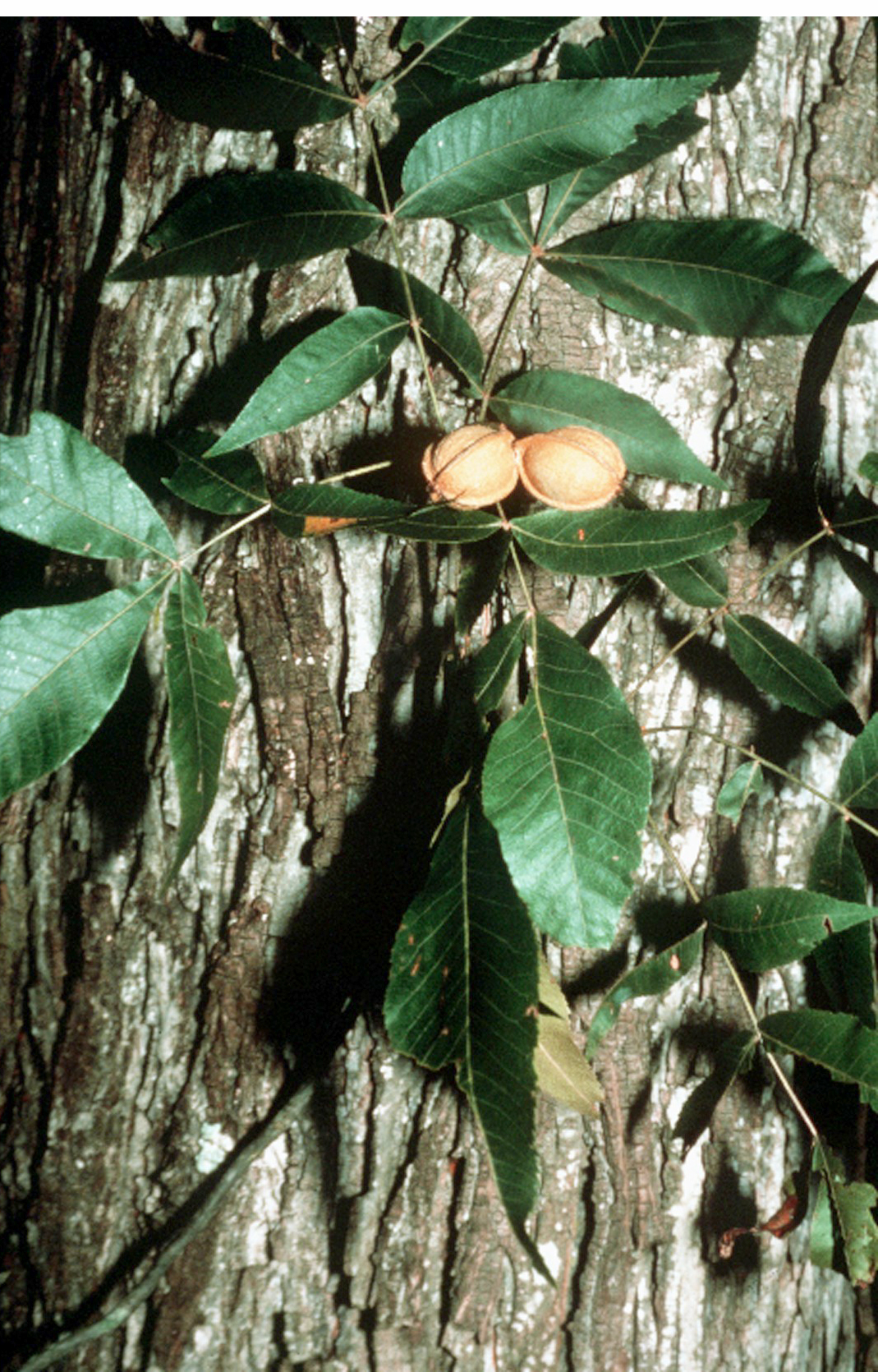
Kérge, levele és diója
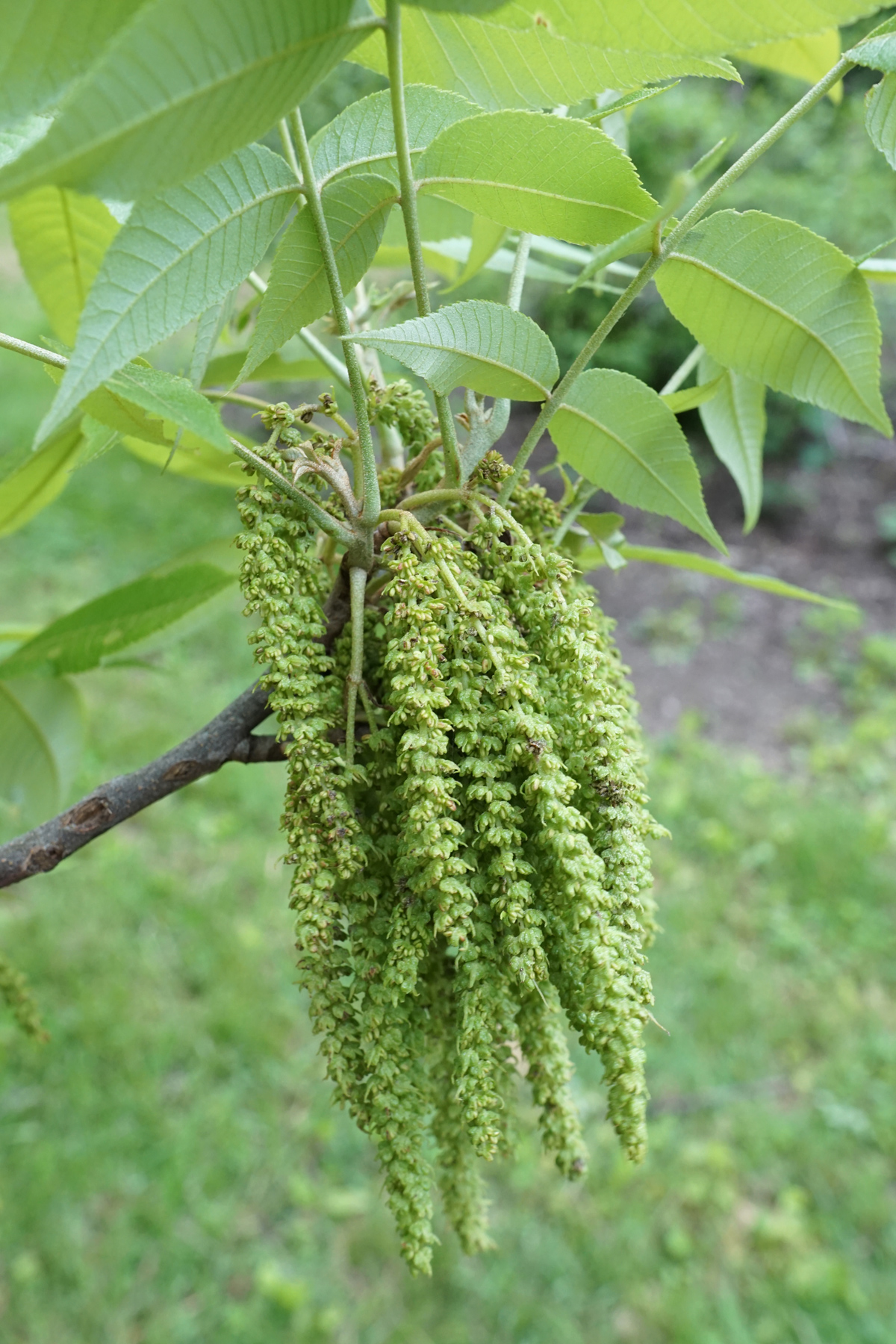
Porzós barkavirágzata